# 2019 في مصر
فيما يلي قوائم الأحداث التي وقعت خلال عام 2019 في مصر.

## أحداث
- 17 يونيو - وفاة محمد مرسي الرئيس الخامس لجمهورية مصر العربية عن عمر ناهز 68 عامًا.
- 21 يونيو - نظمت مصر كأس الأمم الأفريقية لكرة القدم 2019 من 21 يونيو إلى 19 يوليو 2019
- سبتمبر 2019 - ظهور المقاول محمد علي يخاطب الشعب المصري.
- 20 سبتمبر - اندلعت الاحتجاجات المصرية 2019.

## جوائز
- 8 يناير - اللاعب المصري محمد صلاح يفوز بجائزة أفضل لاعب في إفريقيا

## وفيات

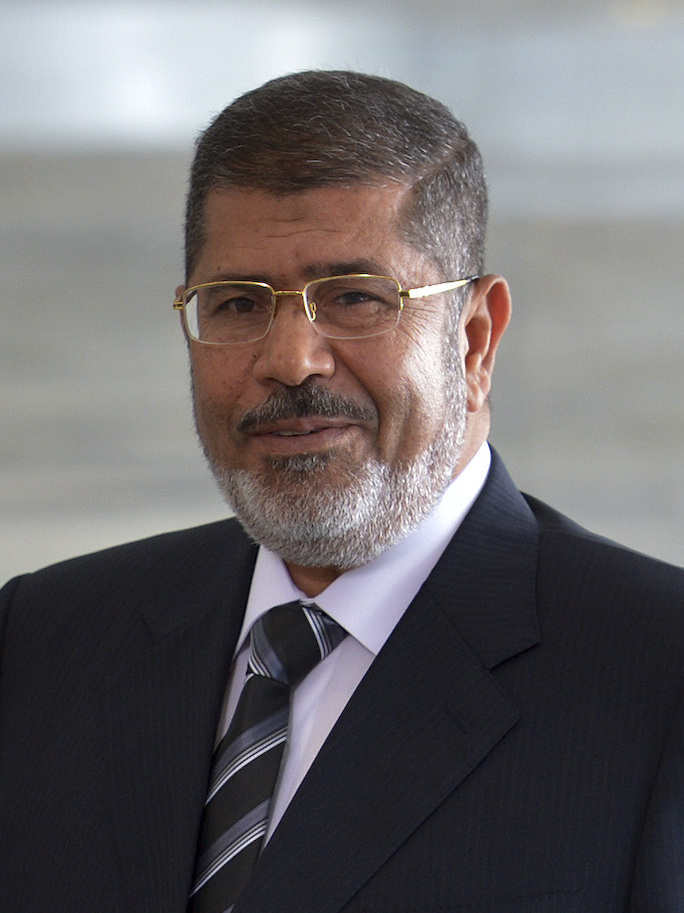
الرئيس محمد مرسي

- 18 يناير – سعيد عبد الغني ممثل مصري.
- 15 فبراير – محسن نصر مصور سينمائي مصري.
- 17 مارس – جلال عيسى ممثل مصري.
- 7 أبريل – إسماعيل محمود ممثل مصري.
- 11 أبريل – محمود الجندي ممثل مصري.
- 21 أبريل – بشير السباعي شاعر ومؤرخ ومترجم مصري.
- 4 يونيو – ناهد حسين ممثلة مصرية.
- 10 يونيو – إبراهيم يسري دبلوماسي مصري.
- 17 يونيو – محمد مرسي، الرئيس الخامس لجمهورية مصر العربية.
- 18 يونيو – إمام عبد الفتاح إمام، أكاديمي ومترجم وفيلسوف ومفكر مصري.
- 1 يوليو – عزت أبو عوف ممثل مصري.
- 12 يوليو – شهدي نجيب سرور مؤلف شاعر مترجم ومصمم مصري.
- 25 يوليو – فاروق الفيشاوي ممثل مصري.
- 4 سبتمبر – عبد الله مرسي ابن محمد مرسي.
- 2 ديسمبر – محمد خيري، ممثل مصري.
- 2 ديسمبر – جيهان عفيفي، إعلامية مصرية.
- 3 ديسمبر – شعبان عبد الرحيم، مغني مصري.
- 9 ديسمبر – سمير سيف، مخرج مصري.
- 15 ديسمبر – حسن عفيفي، ممثل وراقص استعراض مصري.
- 16 ديسمبر – محمود صلاح، صحفي وكاتب مصري.
- 18 ديسمبر – عصمت محمود، ممثلة وإذاعية مصرية.